# گمینا ویلوپوله سکژنگسکیه
گمینا ویلوپوله سکژنگسکیه (به لهستانی:  Gmina Wielopole Skrzyńskie) یک گمینا در لهستان است که در شهرستان روپچتس-سنجشوف واقع شده‌است. گمینا ویلوپوله سکژنگسکیه ۹۳٫۴۱ کیلومتر مربع مساحت و ۸٬۳۸۰ نفر جمعیت دارد.